# Champions Trophy de hockey sobre césped femenino de 2005
El Champions Trophy de hockey femenino 2005 fue la 13.ª edición del torneo. Se llevó a cabo entre el 26 de noviembre y 4 de diciembre de 2005 en el National Hockey Centre de Canberra, Australia.

## Equipos participantes
- China (cuarto en los Juegos Olímpicos de 2004)
- Países Bajos (campeón defensor)
- Argentina (campeón del mundo en 2002)
- Alemania (campeón olímpico de 2004)
- Australia (país anfitrión)
- Corea del Sur (séptimo en los juegos olímpicos 2004)

## Tabla de posiciones
| Equipo        | J | G | E | P | GF | GC | D/G | Pts | Clasificación |
| ------------- | - | - | - | - | -- | -- | --- | --- | ------------- |
| Australia     | 5 | 4 | 1 | 0 | 9  | 2  | +7  | 13  | Final         |
| Países Bajos  | 5 | 3 | 1 | 1 | 15 | 6  | +9  | 10  | Final         |
| Argentina     | 5 | 3 | 1 | 1 | 11 | 6  | +5  | 10  | 3.ª posición  |
| China         | 5 | 2 | 1 | 2 | 3  | 5  | -2  | 7   | 3.ª posición  |
| Alemania      | 5 | 1 | 0 | 4 | 4  | 15 | -11 | 3   | 5.ª posición  |
| Corea del Sur | 5 | 0 | 0 | 5 | 3  | 11 | -8  | 0   | 5.ª posición  |

## Rueda final

### 5.º y 6.º puesto
| 4 de diciembre | Alemania | 5 - 1 | Corea del Sur |  |  |

### Tercer puesto
| 4 de diciembre | Argentina | 2 - 2 (8 - 9 p.) | China |  |  |

### Final
| 4 de diciembre, 15:00 | Australia | 0 - 0 (4 - 5 p.) | Países Bajos |  |  |

## Posiciones finales
| Pos | Equipo        |
| --- | ------------- |
|     | Países Bajos  |
|     | Australia     |
|     | Australia     |
| 4.  | Argentina     |
| 5.  | Alemania      |
| 6.  | Corea del Sur |

## Premios individuales
| Mejor jugadora | Mejor jugadora joven | Mejor arquera | Goleadora                    |
| -------------- | -------------------- | ------------- | ---------------------------- |
| Luciana Aymar  |                      |               | Soledad García Sylvia Karres |